# Cubero (historietista)
José Cubero Valero, que firmaba simplemente como Cubero, fue un historietista español (Barcelona, 21 de agosto de 1933-ibídem, 1 de septiembre de 2001)

## Biografía
Su padre se llamaba José Cubero Ibor. Al ser su padre y él tocayos, al historietista se le ha identificado ocasional y erróneamente con el nombre de su progenitor.
Cubero colaboró con revistas como Hipo, Monito y Fifí y La Risa, haciéndose también habitual de las publicaciones de Bruguera con series como Ponderoso Joe (1966), Agripino (1967) y Espadini (1967).
También realizó parodias de series de televisión en Gaceta Junior, Trinca y TBO y adaptó Don Quijote de la Mancha.[cita requerida]
En los años 80, Cubero trabajó para la televisión japonesa.[cita requerida]

## Obra
| Años | Título        | Publicación  | Editorial |
| ---- | ------------- | ------------ | --------- |
| 1966 | Ponderoso Joe | "Pulgarcito" | Bruguera  |
| 1967 | Agripino      | "DDT"        | Bruguera  |
| 1967 | Espadini      | "DDT"        | Bruguera  |